# Премия «Гойя» за заслуги
Премия «Гойя» за заслуги (исп. Premio Goya de honor) вручается за общий вклад в кинематограф.

## Обладатели премии
- 1987 — Хосе Агуадо
- 1988 — Рафаэла Апарисио
- 1989 — Империо Архентина
- 1990 — Викториано Лопес Гарсия
- 1991 — Энрике Аларкон
- 1992 — Эмилиано Пьедра
- 1993 — Мануэль Мур Оти
- 1994 — Тони Лебланк
- 1995 — Хосе Мария Форке
- 1996 — Федерико Ларрайя
- 1997 — Мигель Пикасо
- 1998 — Рафаэль Аскона
- 1999 — Рафаэль Алонсо
- 2000 — Антонио Исаси-Исасменди
- 2001 — Хосе Луис Дибильдос
- 2002 — Хуан Антонио Бардем
- 2003 — Мануэль Александре
- 2004 — Эктор Альтерио
- 2005 — Хосе Луис Лопес Васкес
- 2006 — Педро Масо
- 2007 — Теди Вильальба
- 2008 — Альфредо Ланда
- 2009 — Хесус Франко
- 2010 — Антонио Мерсеро
- 2011 — Марио Камус
- 2012 — Хосефина Молина
- 2013 — Конча Веласко
- 2014 — Хайме де Арминьян
- 2015 — Антонио Бандерас
- 2016 — Мариано Осорес
- 2017 — Ана Белен
- 2018 — Мариса Паредес
- 2019 — Нарсисо Ибаньес Серрадор
- 2020 — Пепа Флорес
- 2021 — Анхела Молина
- 2022 — Хосе Сакристан
- 2023 — Карлос Саура